# Masacre de La Concordia
La Masacre de La Concordia fue un ataque armado ocurrido el 29 de junio de 2024, el cual fue resultado de la disputa de cárteles en el municipio de La Concordia, Chiapas. Según la Secretaría de Seguridad y Protección Ciudadana los fallecidos vestían equipo táctico y portaban armas largas. La mayoría de los muertos pertenecían al Cártel de Jalisco Nueva Generación.
Esta masacre, junto al aumento de la violencia fue vista como un síntoma claro de la descomposición del estado de derecho y la seguridad en el estado de Chiapas, históricamente afectado por la pobreza y el abandono de las autoridades federales.

## Antecedentes
Desde finales de 2023, la violencia entre carteles ha venido en aumento en el estado de Chiapas. El profesor Javier Oliva Posada, profesor de la Facultad de Ciencias Políticas y Sociales de la UNAM, y José Adriano Anaya, profesor e investigador de la Universidad Autónoma de Chiapas (UNACH) e investigador nacional mencionaron que este aumento de violencia se debió a la traición de algunos cabecillas criminales (siendo el más relevante  "Güero Pulseras”, líder del Cartel de Sinaloa que cambio de bando), y la presencia de la Guardia Nacional no ha logrado contener la violencia y ni siquiera proteger a la población vulnerable de la región.
El 15 de enero de 2024, cuatro cabezas humanas (tres pertenecientes a masculino y una fémina), fueron dejadas dentro de una hielera en una gasolinera del municipio de La Concordia, además de un cártel donde un grupo delincuencial amenazaban a sus adversarios.
Algunos eventos violentos relevantes en la zona fue el enfrentamiento entre las fuerzas de seguridad y sicarios en Ocozocoautla de Espinosa ocurrido el 9 de abril de 2024, los cuales dejaron como saldo dos delincuentes muertos y policía y dos soldados fueron heridos.
El 15 de mayo de 2024, la candidata del Partido Popular Chiapaneco a la alcaldía del municipio de La Concordía, Lucero López Maza, fue asesinada a tiros junto con otras cinco personas, dos mujeres, tres hombres, incluida una menor de edad, además de que dos personas resultaron heridas. Dos días antes, sicarios asesinaron a tiros a once personas (cinco son mujeres y seis son hombres), esto en la localidad de Nueva Morelia, Municipio de Chicomuselo, confirmándose que las víctimas eran campesinos que se habían negado a colaborar con el crimen organizado, además de ser conocidos en su comunidad por su cercanía a la iglesia. El presidente Andrés Manuel López Obrador se pronunció sobre la masacre y la aguda crisis de seguridad que sufre ese estado y ha obligado a más de 10,000 habitantes a huir de la violencia, asegurando que se está investigando el movíl de la masacre y la búsqueda de los autores. En este mismo municipio, se reportó una serie de enfrentamientos en los ejidos Zacualpa y Regadillo, así como en las puertas del municipio.
En el vecino municipio de Villa Corzo se registró una serie de fuertes enfrentamientos en el municipio, así como en el vecino municipio de Villaflores y la comunidad de San Pedro Buenavista, el cual dejó como saldo una persona muerta y varias casas dañadas.
El 15 de mayo, tres de los colaboradores del candidato a la presidencia municipal Robertony Orozco Aguilar, candidato de Morena fueron asesinados en una emboscad, esto en un camino que comunica los poblados de San Pedro Buenavista con Emiliano Zapata. El ataque además dejó al candidato y un masculino más heridos. Ya en abril pasado, al regidor Jorgé Margay, fue ultimado a balazos en su hogar en la localidad Revolución mexicana.
La violencia en el estado ha causado cerca de 580 personas desplazadas a Guatemala. Ya durante el periodo 2020 a 2021, se había reportado el desplazamiento forzado de 14,476 personas desplazadas en el estado de Chiapas, agudizandose la situación el al región de Los Altos de Chiapas.

## Masacre
El 28 de junio se denunció la presencia de personas sin vida en el tramo de terracería que comunica a la comunidad de Jaltenango de la Paz (municipio de Ángel Albino Corzo) con la ranchería La Reforma. Cerca siete kilómetros de Jaltenango, agentes de seguridad encontraron una camioneta atravesada en la carretera, en donde yacían los muertos. Cerca de 14 individuos estaban en la caja del vehículo, dos más estaban en la cabina, dos a un costado y uno más a 100 metros de la unidad. Al lo menos cuatro de las personas fallecidas portaban identificaciones emitidas por el gobierno guatemalteco, según autoridades locales.
En un video compartido en redes sociales, el Cártel de Sinaloa se adjudicó el ataque en respuesta a las constantes incursiones del Cártel Jalisco Nueva Generación (CJNG) a la región.

### Reacciones
En su conferencia matutina, el presidente Andrés Manuel López Obrador lamentó la masacre y la espiral de violencia que afecta el estado de Chiapas, “fue un enfrentamiento lamentable”. El mandatario señaló a la disputa entre organizaciones criminales, así como la lucha el control de rutas de tráfico de migrantes y drogas como el principal factor que desemboca en la actual ola de violencia en el estado.
Mientras tanto el CJNG acusó a los militares de haber permitido la entrada del Cártel de Sinaloa a la región.